# Поссе, Амелия
Амелия Поссе (швед. Amelie Posse; 11 февраля 1884, Стокгольм — 3 марта 1957, Стокгольм) — шведская писательница, автор автобиографических книг.

## Биография и творчество
Амелия Поссе родилась в 1884 году в Стокгольме, но детство её прошло в Сконе. Её отец, Фредрик Арвидссон Поссе, был гражданским инженером; мать, Ауда Гунхильда Веннерберг, — певицей-любительницей. В 1897 году умер отец Амелии, и семья переехала в Лунд. Амелия посещала школу и брала частные уроки немецкого и итальянского, а позднее училась игре на фортепьяно и живописи в Копенгагене. В 1904 году она вышла замуж за преподавателя Андреаса Бьерре. В 1912 году их брак распался, и Амелия уехала в Италию, о чём мечтала с давних пор. Там она вышла замуж за чешского художника Оскара Браздова и несколько лет жила с ним в Риме, а в 1925 году супруги переехали в Чехословакию.
Дебют Амелии Поссе как писательницы состоялся в 1931 году. Она опубликовала три книги о своей жизни в Италии: «Den oförlikneliga fångenskapen» (1931), «Den brokiga friheten» (1932) и «Vidare» (1936). После того как в 1938 году Германия аннексировала Судеты, Амелия переселилась в Прагу. В 1939 году, разойдясь с мужем, она вернулась в Швецию, где в 1940 году основала так называемый «Вторничный клуб» (Tisdagsklubben) — международную антинацистскую организацию. Свой опыт военных лет она описала в книге «Åtskilligt kan nu sägas» (1949). Кроме того, живя в Стокгольме, она занималась организацией помощи беженцам из Чехословакии.
В период Второй мировой войны Амелия Поссе продолжала писать и с 1940 по 1946 год опубликовала пять книг. Наибольший успех имели её воспоминания о детстве, «I begynnelsen var ljuset» (1940), за которыми последовали «Kring kunskapens träd» (1946) и «Kunskapens träd i blom» (1946). В 1946 году Амелия Поссе снова поехала в Чехословакию, где присоединилась к антикоммунистическому движению. В 1948 году она была вынуждена покинуть страну. Книга, повествующая об этом периоде её жизни, «När järnridån föll över Prag», была издана посмертно.
С 1951 по 1952 год она жила в Риме и путешествовала, что стало темой её последней книги, «Minnenas park» (1954).
Амелия Поссе умерла в 1957 году и была похоронена в Смоланде.